# Deutscher Soldatenfriedhof Maleme

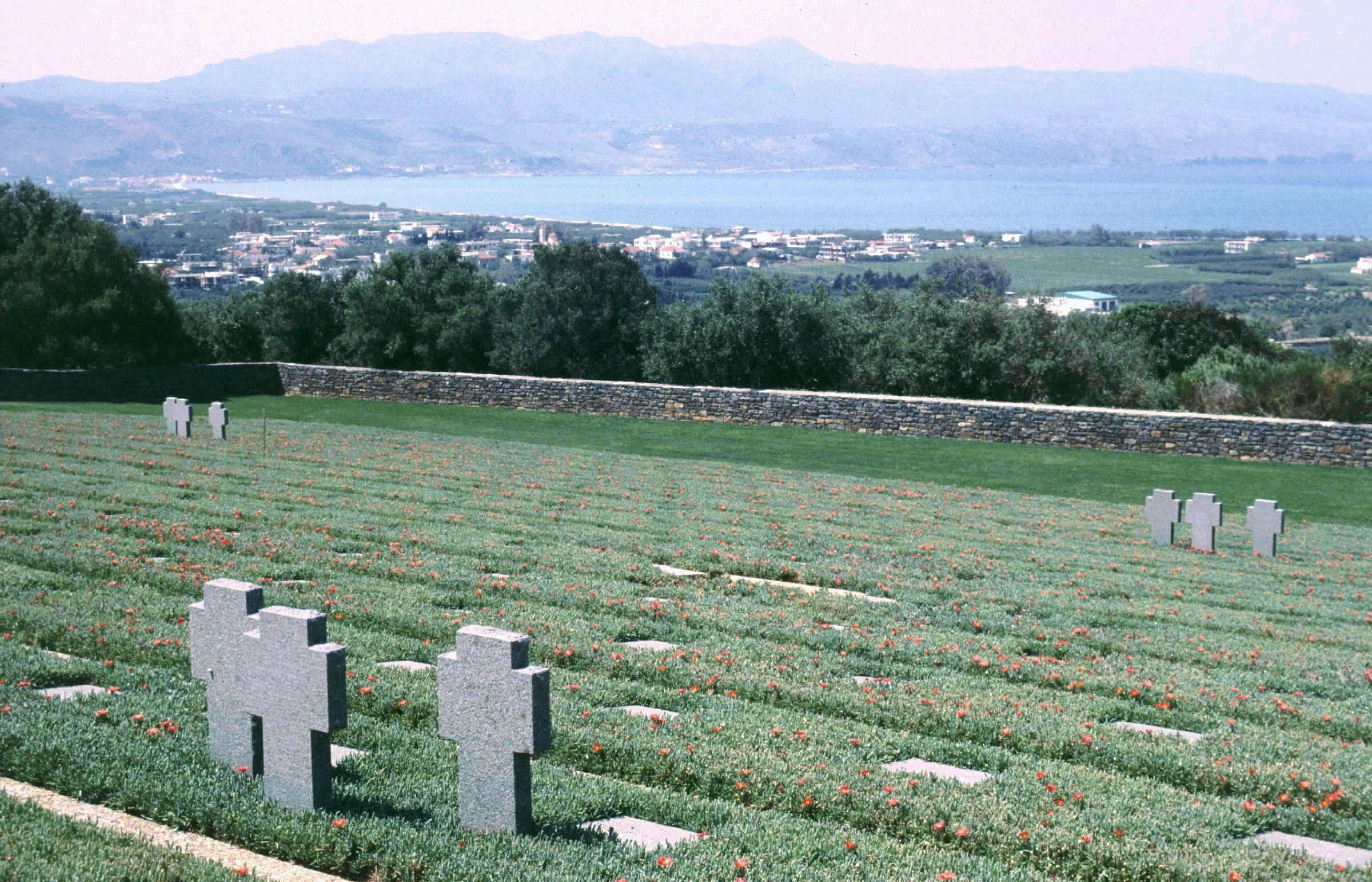
Deutscher Soldatenfriedhof oberhalb der Ebene von Maleme

Der Deutsche Soldatenfriedhof Maleme ist ein Soldatenfriedhof nahe dem Ort Maleme an der Nordküste Kretas. Der Friedhof, auf dem vorwiegend deutsche Soldaten begraben liegen, die bei der Luftlandeschlacht um Kreta („Unternehmen Merkur“) im Jahr 1941 gefallen waren, wurde vom Volksbund Deutsche Kriegsgräberfürsorge errichtet und am 6. Oktober 1974 eingeweiht.
Der Friedhof liegt etwa 1 km südlich von Flughafen und Ort Maleme sowie der alten Küstenstraße entfernt, etwa 18 Fahrkilometer westlich von Chania.

## Die Kampfhandlungen

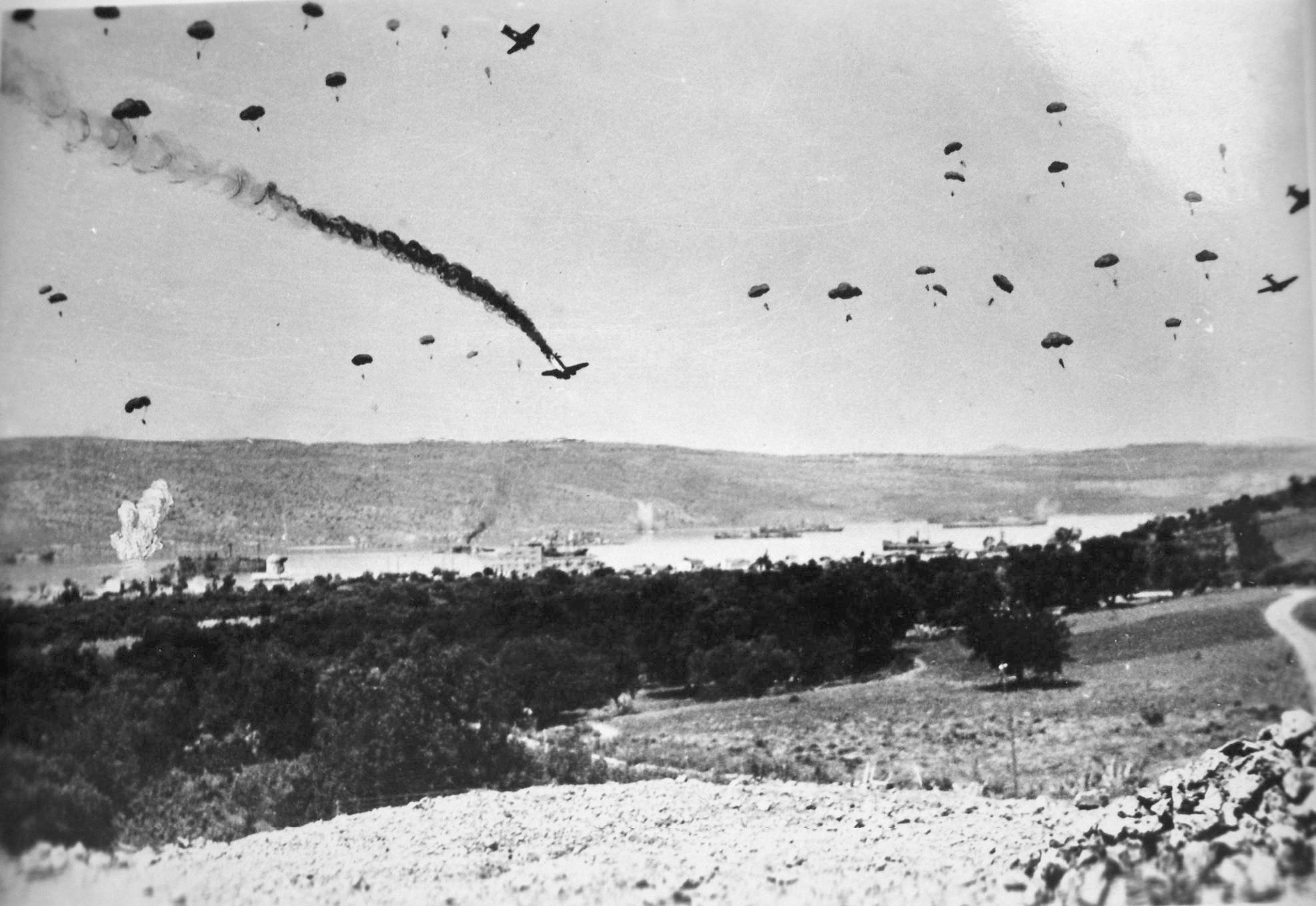
Deutsche Fallschirmjäger landen in der Souda-Bucht im Mai 1941

Beim Angriff auf Kreta im „Unternehmen Merkur“ wurde rund ein Fünftel der deutschen Soldaten getötet. Es kam auch zu Kriegsverbrechen.

## Die Toten

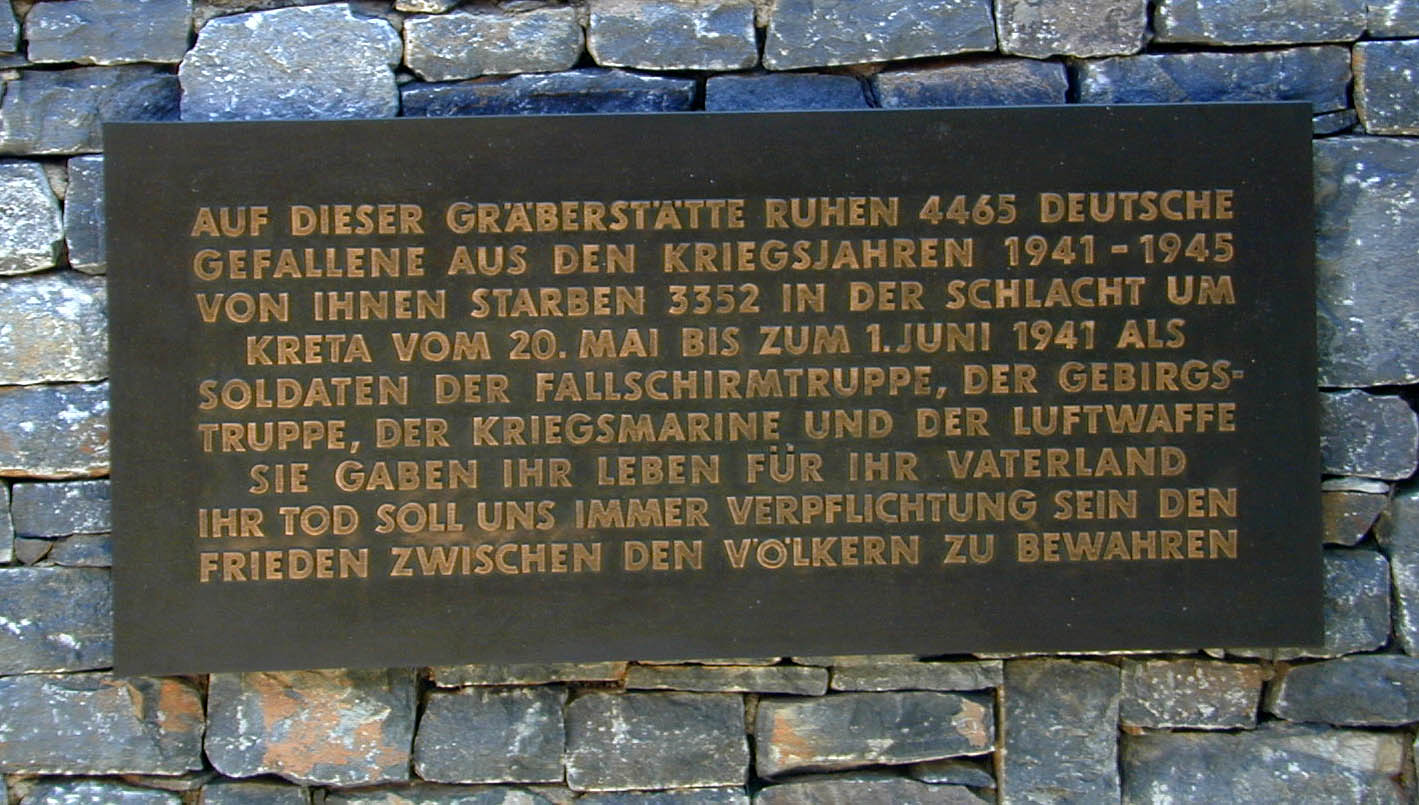
Gedenktafel I
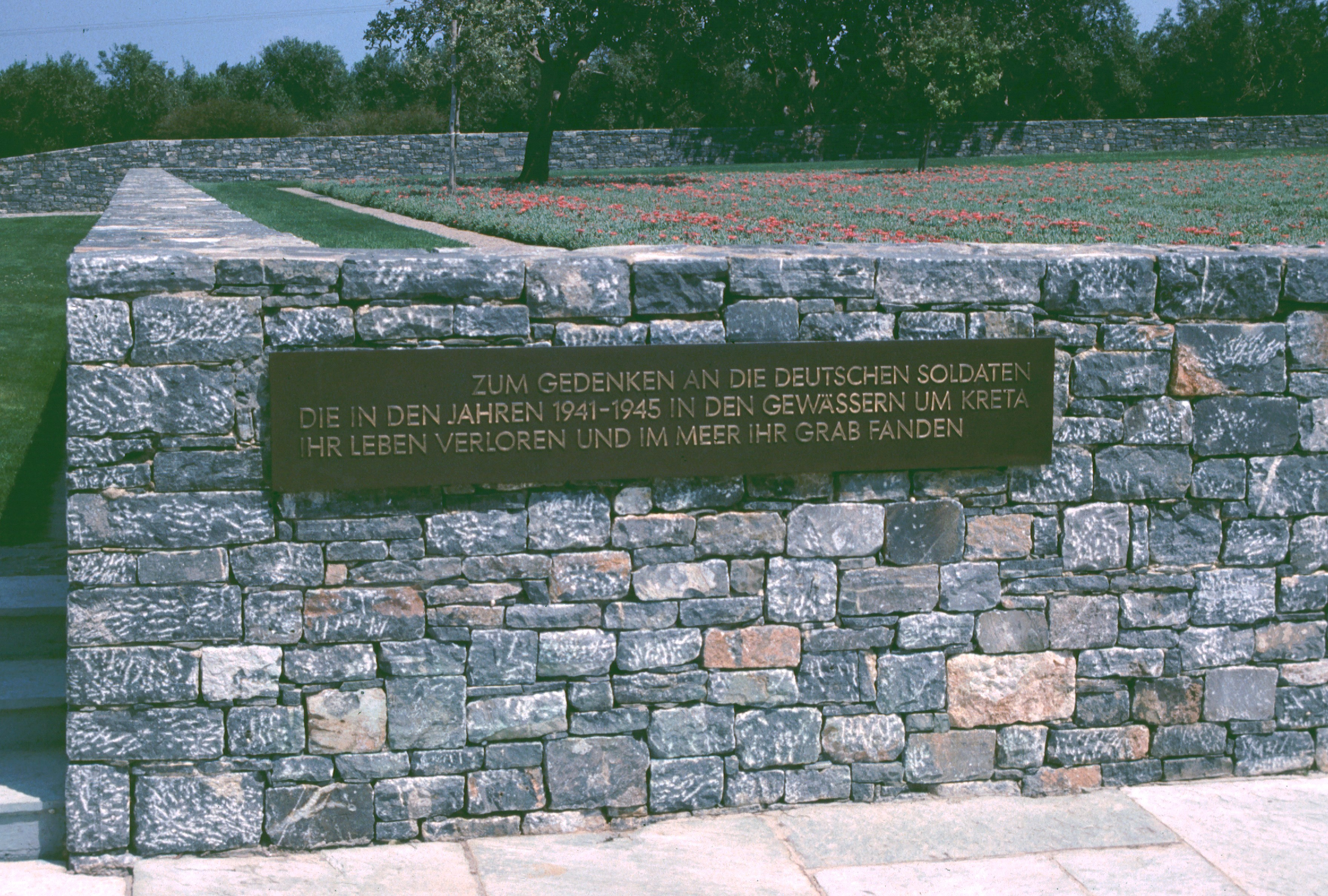
Gedenktafel II

Auf dem Friedhof liegen 4465 deutsche Gefallene der Wehrmacht begraben. 3352 davon fielen bei der Luftlandeschlacht um Kreta Ende Mai 1941. Bei den Gefallenen handelt es sich hauptsächlich um Fallschirmjäger und Gebirgsjäger.
Der General der Fallschirmtruppe Bruno Bräuer ist der ranghöchste Soldat, der auf dem Friedhof liegt. Bräuer war deutscher Kommandant der Festung Kreta. Er wurde 1947 in Athen als Kriegsverbrecher verurteilt und hingerichtet.

## Umbettungen
Der Umbettungsdienst des Volksbundes Deutsche Kriegsgräberfürsorge konnte im Zeitraum von April bis November 1960 auf Kreta deutsche Gefallene aus verstreuten Feldgräbern und provisorischen Gräberanlagen bergen und in das Kloster Gonia überführen. Mehrere Jahre verblieben die Sarkophage mit den deutschen Toten an diesem Ort, bis eine Einbettung im neugeschaffenen deutschen Soldatenfriedhof Maleme erfolgen konnte.

## Anlage

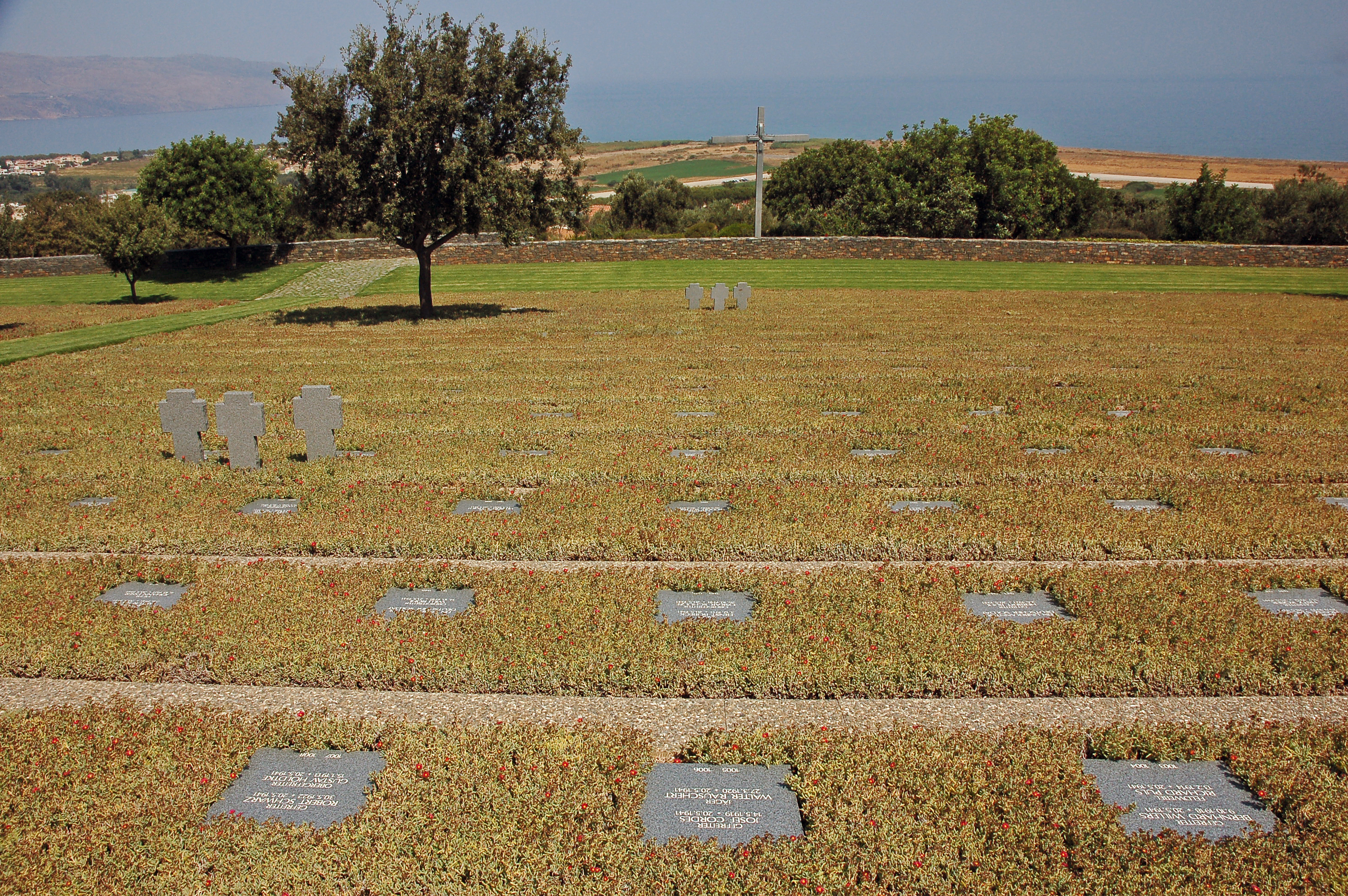
Deutscher Soldatenfriedhof Maleme

Der Grundriss der Anlage symbolisiert die vier Hauptkampfräume der Schlacht um die Orte Chania, Maleme, Rethymnon und Iraklion. Über Stufen betritt der Besucher von der Straße aus den in den Berg eingeschnittenen und umschlossenen Hof, der auf einer Seite durch das Eingangsgebäude begrenzt wird. Durch dessen offenen Raum, in dem die Namenbücher der Gefallenen ausliegen und in welchem eine dreisprachige Ausstellung über die Entstehung des Friedhofes und über die Arbeit des Volksbundes informiert, führt der Weg auf die Höhe zu den von Mauern umschlossenen Gräberfeldern, wo liegende Granitplatten mit Namen und Lebensdaten von je zwei Gefallenen die mit Mittagsblumen bepflanzten Gräber markieren.
Auf dem Gedenkplatz, inmitten der Gräberfelder, sind auf Metalltafeln die Namen von 360 Soldaten verewigt, die auf der Insel gefallen sind, jedoch nicht geborgen werden konnten.
An den Ausbauarbeiten beteiligten sich zahlreiche ehemalige Kameraden der Gefallenen. Die 1. Luftlandedivision der Bundeswehr übernahm 1975 (bis zu ihrer Auflösung 1994) die Patenschaft für diesen Friedhof.